# Odontura macphersoni
Odontura macphersoni är en insektsart som beskrevs av Morales-agacino 1943. Odontura macphersoni ingår i släktet Odontura och familjen vårtbitare. Inga underarter finns listade i Catalogue of Life.